# Kordia
Kordia (tot 2024 Stadsregio Turnhout) is een samenwerkingsverband tussen zes gemeenten: Beerse, Oud-Turnhout, Turnhout, Vosselaar en sinds 2022 ook Lille en Kasterlee. De projectvereniging heeft een betere coherentie van het stedelijk gebied als doel.
Kordia ligt in het noorden van de provincie Antwerpen (arrondissement Turnhout) en telt 126.536 inwoners op een oppervlakte van 276,97 km². 
| # | Naam         | Oppervlakte (km²) | Bevolking (01/01/2022) |
| - | ------------ | ----------------- | ---------------------- |
| 1 | Turnhout     | 56,71             | 46.372                 |
| 2 | Beerse       | 37,35             | 18.378                 |
| 3 | Oud-Turnhout | 39,17             | 14.402                 |
| 4 | Vosselaar    | 11,84             | 11.556                 |
| 5 | Lille        | 59,63             | 16.688                 |
| 6 | Kasterlee    | 72,27             | 19.140                 |

## Geschiedenis
Bij de fusie van gemeenten van januari 1977 was het oorspronkelijk de bedoeling om Beerse, Oud-Turnhout en Vosselaar volledig te laten fuseren met de stad Turnhout. Oud-Turnhout en Vosselaar protesteerden hier echter tegen, omdat zij in dat geval hun status van residentiële gemeente zouden moeten opgeven. Een fusie met het meer verstedelijkte Beerse werd op de lange baan geschoven.
De officieuze samenwerkingsverbanden werden verdergezet en uitgebreid. Met zicht op een betere coördinatie en vooral het gewicht van de stem van Turnhout in Brussel werd in 1999 uiteindelijk op zelfstandig initiatief van de gemeentebesturen toch overgegaan tot de oprichting van de vzw "Samenwerkinsverband Regionaalstedelijk Gebied Turnhout". Later werd dat de "Projectvereniging Regionaalstedelijk Gebied Turnhout", als gevolg van het in werking treden van het Vlaams Decreet houdende de Intergemeentelijke Samenwerking.
Dit samenwerkingsverband, dat als een verenigd Turnhout kon worden uitgedragen, vond een wijd draagvlak en veel bijval bij de inwoners. Om die reden werd het in 2007 door de (toen) vier betrokken gemeenteraden bekrachtigd en versterkt. De gemeenten haalden hun banden verder aan en de naam "Projectvereniging Regionaalstedelijk Gebied Turnhout" werd kortweg omgedoopt tot "Stadsregio Turnhout". Het was (en is) voornamelijk voormalig burgemeester van Turnhout Marcel Hendrickx die hevig pleitte voor een effectieve fusie met de randgemeenten.
In 2022 werd de oorspronkelijke groep van vier (Turnhout, Beerse, Oud-Turnhout, Vosselaar) uitgebreid met de gemeenten Lille en Kasterlee. Zij gingen samen verder onder de tijdelijke werknaam RiT of Regio in Transitie.
In juni 2024 werd uiteindelijk gekozen voor de naam Kordia.

## Bestuur
Het bestuur van Kordia bestaat uit vertegenwoordigers uit de gemeente- en OCMW-raden van de zes gemeenten. De burgemeesters van de gemeenten wisselen onderling het voorzitterschap uit. Elke gemeente heeft dus nog een bestuurlijke functie, maar vooral op het vlak van het woonbeleid, mobiliteitsbeleid, economie en ruimtelijke ordening neemt het belang van het stadsregionale niveau toe.
Op 22 februari 2017 werd de regioraad van Stadsregio Turnhout gelanceerd. Het was een eerste stap in de ontwikkeling van een nieuw model voor overleg en besluitvorming voor de gemeenten van de stadsregio. Vertegenwoordigers van de gemeenten behndelen dossiers die hen allen aanbelangen met de intentie om – over de gemeente- en partijgrenzen heen – tot gemeenschappelijke standpunten te komen.
De stadsregionale samenwerking is een unicum in Vlaanderen. Tegenover de hogere overheid spreken de zes gemeenten met één stem in de belangrijke dossiers die ze zelf hebben afgebakend.

## Aangrenzende gemeenten
| Aangrenzende gemeenten | Aangrenzende gemeenten | Aangrenzende gemeenten                            | Aangrenzende gemeenten | Aangrenzende gemeenten |
| ---------------------- | ---------------------- | ------------------------------------------------- | ---------------------- | ---------------------- |
| Merksplas              |                        | Baarle-Hertog (België), Baarle-Nassau (Nederland) |                        | Ravels                 |
|                        |                        |                                                   |                        |                        |
| Malle, Rijkevorsel     | Arendonk, Retie        |                                                   |                        |                        |
|                        |                        |                                                   |                        |                        |
| Vorselaar              |                        | Herentals, Olen                                   |                        | Geel                   |